# Such Brave Girls
Such Brave Girls é uma sitcom britânica criada por Kat Sadler e dirigido por Simon Bird. É produzido pela A24 e Various Artists para a BBC Three. O programa é protagonizado por Sadler, com Louise Brealey e Lizzie Davidson. A primeira temporada foi exibida em 22 de novembro de 2023.

## Sinopse
Sadler descreveu a série como uma “sitcom familiar sobre traumas”, mas que também é sobre “ser perdedores narcisistas que são pateticamente obcecados com o que as pessoas pensam sobre nós”.

## Elenco
- Kat Sadler como Josie Johnson
- Louise Brealey como Deb Johnson
- Lizzie Davidson como Billie Johnson
- Freddie Meredith como Seb
- Paul Bazely como Dev Wilson
- Jude Mack como Sid
- Sam Buchanan como Nicky
- Carla Woodcock como Bianca
- Amy Trigg como Claire

## Recepção
Lucy Mangan, do The Guardian, descreveu o programa como “apropriadamente brutal e apropriadamente engraçado”, dizendo que encontrou “alegria particular em ver um programa liderado por mulheres e escrito por mulheres que não se conteve”. Ela acrescentou que era “corajoso – singular, fresco, escabroso e inflexível – mas ainda assim – ou, melhor, como resultado – hilário”. Steve Bennett, do Chortle, deu ao programa quatro estrelas, comentando que “elementos de sitcom puro” combinam com um “realismo terreno e matizado dos personagens disfuncionais” com as “sensibilidades cômicas únicas” de Sadler combinando-se com uma “relutância admirável em levar questões sérias a sério”, o que “contribui para uma série impressionantemente diferente”.